# Rachel Stevens
Rachel Stevens, właśc. Rachel Lauren Steinetski (ur. 9 kwietnia 1978 w Londynie) – brytyjska wokalistka, aktorka, okazjonalnie modelka, była członkini zespołu pop S Club (7); 2003 roku opuściła grupę, by zająć się karierą solową. Od tego czasu dwa albumy i pochodzące z nich siedem singli (2003-2005). W 2008 roku wzięła udział w programie rozrywkowym BBC Strictly Come Dancing – angielskiej wersji Tańca z gwiazdami – gdzie jej tanecznym partnerem był Vincent Simone. 2 sierpnia 2009 w londyńskim hotelu Claridge's poślubiła Alexa Bourne.

## Dyskografia
- 2003: Funky Dory (wydany 29 września 2003 r.)
- 2005: Come and Get It (wydany 17 października 2005 r.)

### Single
- 2003: Sweet Dreams My LA Ex
- 2003: Funky Dory
- 2004: Some Girls
- 2004: More More More
- 2005: Negotiate with Love
- 2005: So Good
- 2005: I Said Never Again (But Here We Are)